# Cerco de Metz (1870)

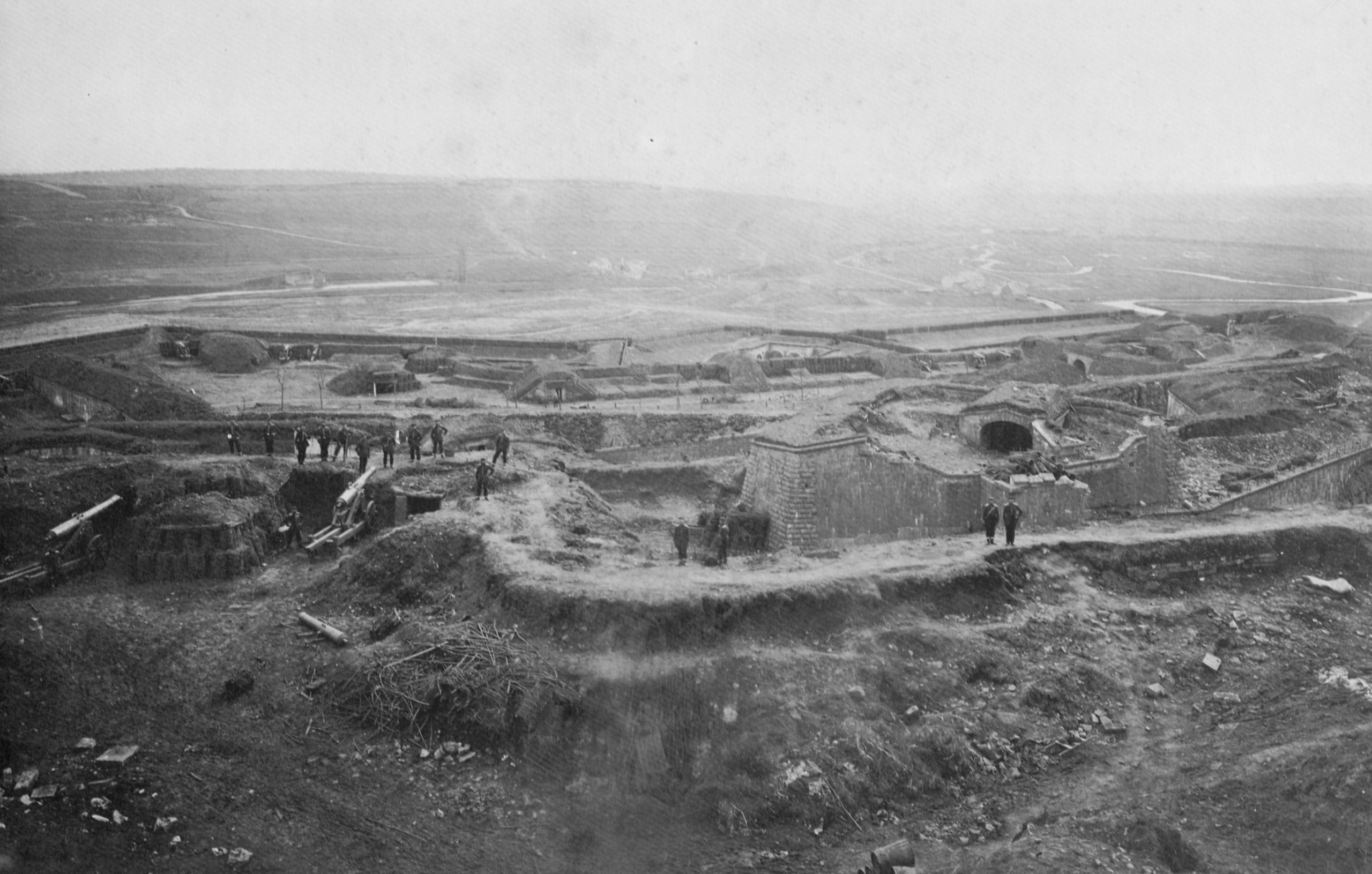
Um dos fortes de Metz sob ocupação alemã após a rendição francesa

O cerco de Metz foi uma batalha travada durante a Guerra Franco-Prussiana de 19 de agosto a 27 de outubro de 1870 e terminou com uma vitória aliada alemã decisiva.
O Exército Francês do Reno comandado por François Bazaine recuou para a fortaleza de Metz após sua derrota pelos alemães na Batalha de Gravelotte em 18 de agosto de 1870. A fortaleza foi prontamente cercada pelas forças alemãs comandadas pelo príncipe Friedrich Karl da Prússia. O Exército Francês de Châlons foi enviado para socorrer o Exército do Reno, mas foi cercado e aniquilado pelos exércitos alemães na Batalha de Sedan em 1–2 de setembro.
Incapazes de capturar a fortaleza por bombardeio ou tempestade, os sitiantes alemães recorreram à fome dos franceses até a submissão. As tentativas francesas de fuga terminaram em derrota nas batalhas de Noisseville em 31 de agosto - 1 de setembro e Bellevue em 7 de outubro. Os suprimentos de comida franceses acabaram em 20 de outubro e François Achille Bazaine entregou a fortaleza e todo o Exército do Reno, cerca de 193 mil homens, em mãos alemãs em 27 de outubro.
A aniquilação do Exército Francês do Reno libertou os exércitos do Príncipe Friedrich Karl para operações contra as forças francesas no vale do rio Loire durante o resto da guerra. Metz foi anexada ao Império Alemão após a assinatura do Tratado de Frankfurt em 10 de maio de 1871.